# Gerty-Spies-Literaturpreis
Den Gerty-Spies-Literaturpreis für literarische Arbeiten zu gesellschaftspolitischen Themen verleiht die Landeszentrale für politische Bildung Rheinland-Pfalz seit 1996. Er erinnert an Leben und Werk der deutschen Schriftstellerin Gerty Spies (1897–1997).
Der Preis war zunächst mit 2500 Euro und ist seit 2006 mit 5000 Euro dotiert (Stand 2023). Der Preis wurde bis 2008 alle zwei Jahre und danach bis 2017 jährlich vergeben. Nach einer Unterbrechung in den Jahren 2018 und 2019 wurde der Preis im Frühjahr 2020 wieder vergeben; es ist eine Verleihung in zweijährlichem Turnus vorgesehen.

## Preisträger
- 2023: Nora Krug
- 2020: Milo Rau
- 2018/2019: keine Vergabe
- 2017: Ralf Rothmann
- 2016: Ulrich Peltzer
- 2015: Ursula Krechel
- 2014: Navid Kermani
- 2013: Eva Menasse
- 2012: Friedrich Christian Delius
- 2011: Christoph Hein
- 2010: Günter Wallraff
- 2009: Juli Zeh
- 2008: Katja Lange-Müller
- 2006: Peter Härtling
- 2004: Ruth Almog
- 2002: Johano Strasser
- 2000: Gabriele Weingartner
- 1998: Christiane Schmelzkopf
- 1996: Jean-Philippe Devise